# Lechazo

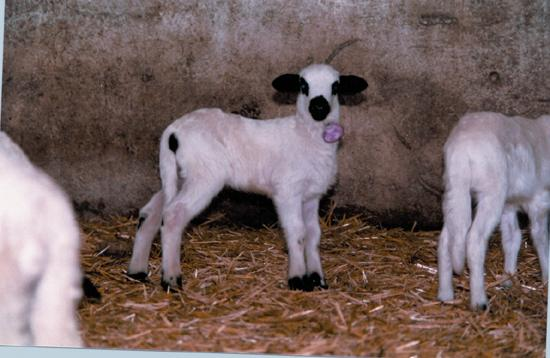
Lechazo de raza churra.

El lechazo es la cría de la oveja que todavía mama. El término "lechazo" es especialmente utilizado en el área de Castilla y León, Cantabria y la cuenca del Duero donde su IGP "Lechazo de Castilla y León" fija que no debe pesar más de doce kilos en el momento del sacrificio, no superar los treinta - treinta y cinco días de vida y una alimentación exclusivamente con leche materna.
En otras localizaciones el lechazo o cordero lechal, es la cría de la oveja que tiene menos de cuarenta y cinco días de edad, ha sido alimentada fundamentalmente con leche y el peso de la canal será inferior a ocho kilos.

## Historia
Las razas clásicas consideradas, son la Churra, Castellana y Ojalada. Estas razas son de las más antiguas de España, especialmente la raza churra. Su origen es el tronco "Ovis aries celticus".

## Características

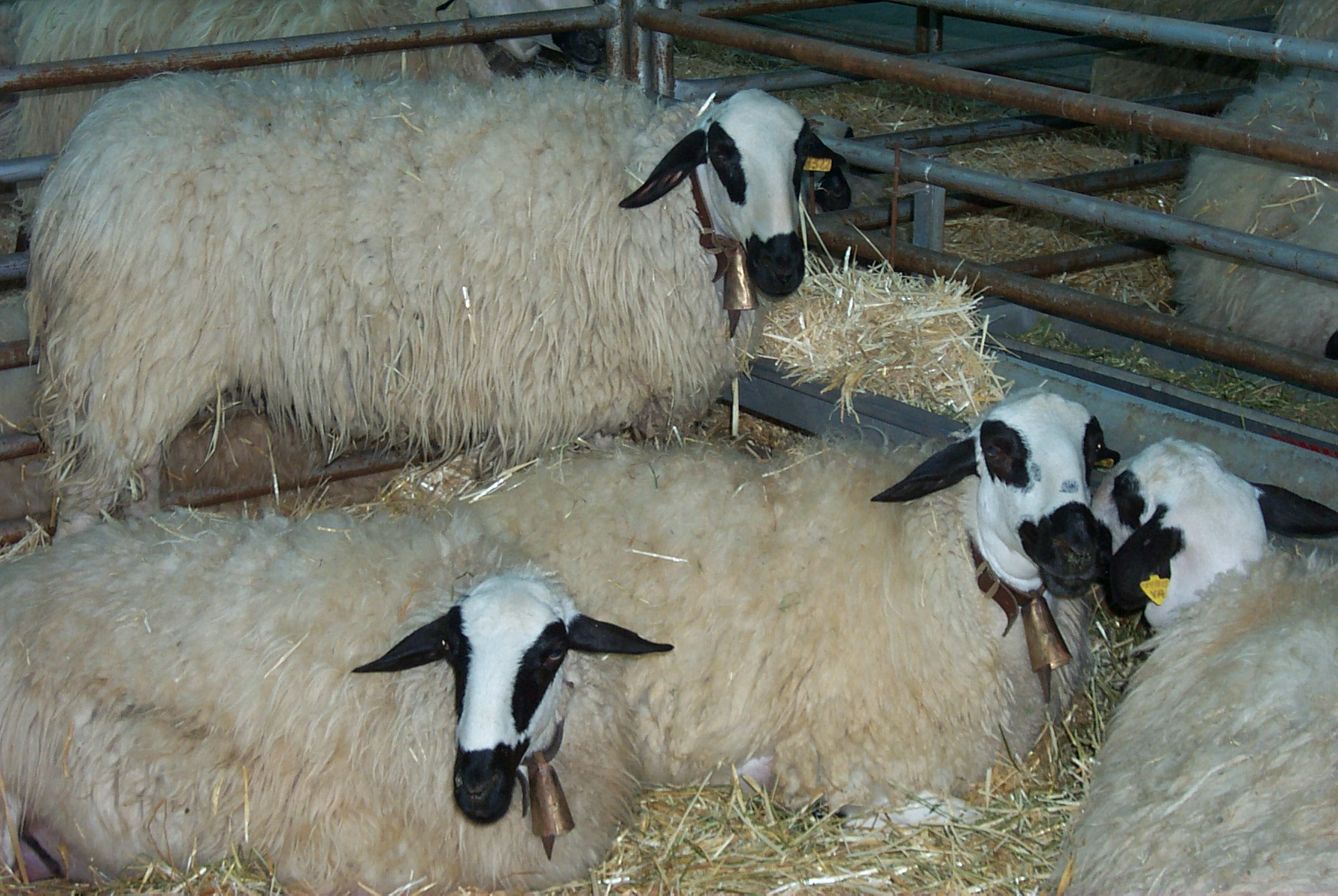
Ovejas churras

Son razas muy rústicas, perfectamente adaptada a las condiciones geográficas y climáticas de la tierra. En el caso de la oveja churra y ojalada presentan una capa blanca con una pigmentación negra característica en las zonas distales de cabeza y extremidades. Se denomina pigmentación "centrífuga". En el caso de la raza castellana se seleccionó intensivamente para eliminar la capa negra para el uso de la lana en la industria pañera.
Se clasifica como de aptitud lechera, esto quiere decir que los ganaderos la explotan principalmente para la producción de leche, por lo que cuando la cría se separa de la madre, a los veinte a veinticinco días del parto, las ovejas entran en fase de lactación y ordeño.

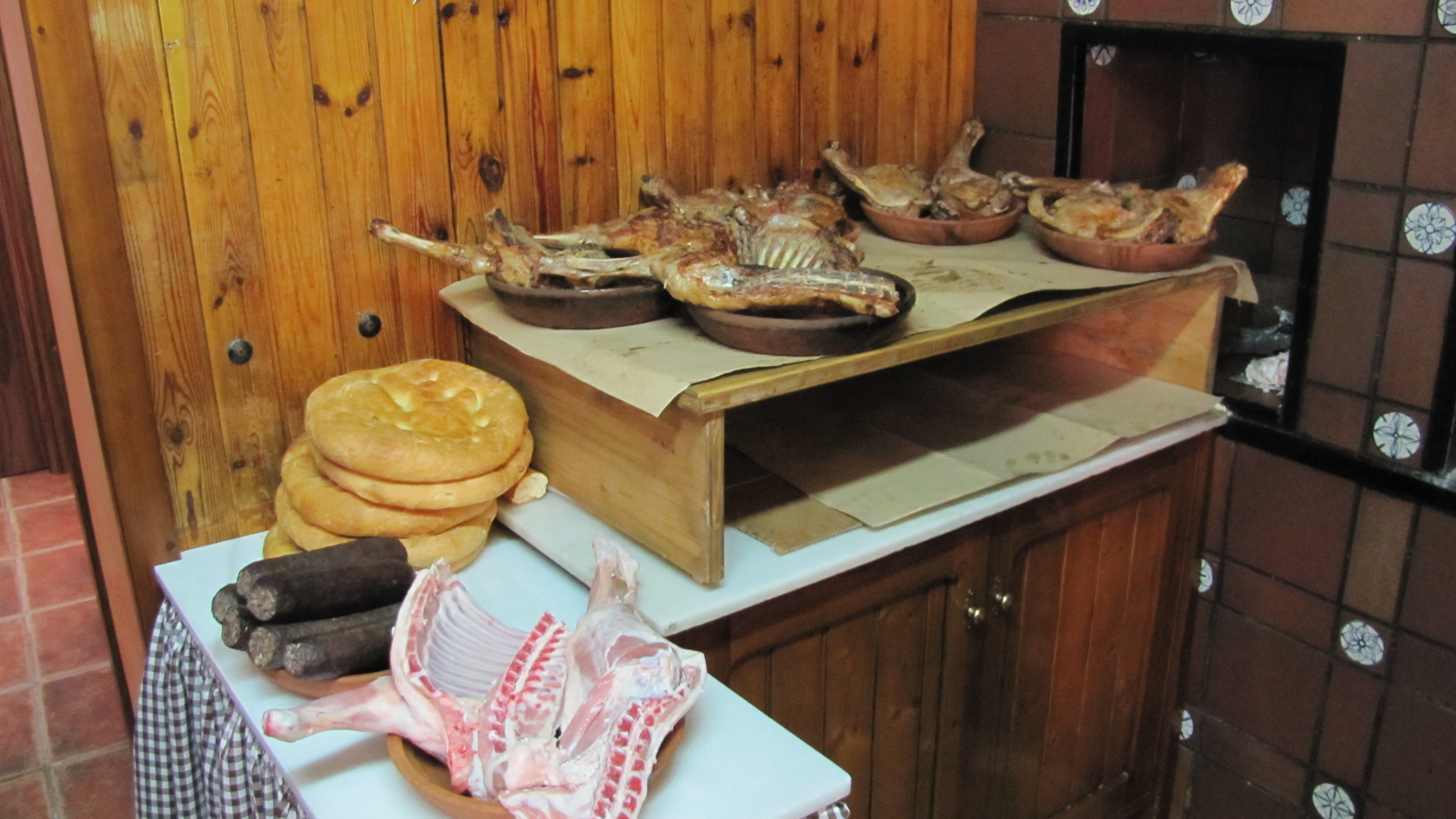
Cuartos de lechazo para su asado

Desde el mes de mayo de 1997 se cuenta con el Reglamento de la Indicación Geográfica Protegida del Lechazo de Castilla y León (I.G.P.). 
La carne de estas piezas tiene un color blanquecino rosado, de olor poco intenso y de sabor suave y agradable, al haber sido alimentados exclusivamente de leche materna, sin añadir otras sustancias a su dieta.
El término "Lechazo" por extensión también puede referirse a la receta de lechazo asado.